# Эпоха вероломства
«Эпоха вероломства» — американский приключенческий фильм 1993 года. Фильм основан на серии детективных романов Линдси Дэвис о «частном детективе» из Рима времён императора Веспасиана, Марке Дидии Фалько. Однако автор не признаёт каноничности фильма, поскольку в нём использовали лишь образы героев и место действия, но сценарий не основан ни на одном из романов Дэвис.

## Сюжет
В Риме 69 года нашей эры убит сын приближённого к новому императору Веспасиану человека. Сестра убитого нанимает опытного жулика Марка Дидия Фалько, чтобы тот нашёл убийцу. Фалько вместе со своим рабом, гладиатором Юстусом, раскрывает заговор культа, в котором замешаны члены императорской семьи.

## В ролях
- Брайан Браун — Марк Дидий Фалько
- Маттиас Хьюз — Юстус
- Арт Малик — Пертинакс
- Энтони Валентайн — Веспасиан
- Аманда Пэйс — Елена
- Софи Оконедо — Ниоба